# خیابان اصلی (فیلم ۲۰۱۰)
خیابان اصلی (انگلیسی: Main Street) فیلمی در ژانر درام به کارگردانی جان دویل است که در سال ۲۰۱۰ منتشر شد.

## بازیگران
- اورلاندو بلوم
- کالین فرث
- اندرو مک‌کارتی
- الن برستین
- آمبر تامبلین
- پاتریشا کلارکسون
- مارگو مارتیندال